# Aphis vitalbae
Aphis vitalbae är en insektsart. Aphis vitalbae ingår i släktet Aphis och familjen långrörsbladlöss. Inga underarter finns listade i Catalogue of Life.